# Håkan Algotsson
Håkan Ulf Göran Algotsson (Tyringe, 5 agosto 1966) è un ex hockeista su ghiaccio svedese, di ruolo portiere.
In carriera ha vinto un oro olimpico (Lillehammer 1994) ed uno mondiale (Cecoslovacchia 1992, sebbene senza mai scendere in campo).

## Palmarès

### Olimpiadi
- Oro a Lillehammer 1994.

### Mondiali
- Oro a Cecoslovacchia 1992